# Maitum
Maitum (Filipino: Bayan ng Maitum) ist eine philippinische Stadtgemeinde in der Provinz Sarangani, Verwaltungsregion XII, SOCCSKSARGEN. Sie hat 44.595 Einwohner (Zensus 1. August 2015), die in 19 Barangays lebten. Sie wird als Gemeinde der ersten Einkommensklasse auf den Philippinen und als teilweise urbanisiert eingestuft.  
Kalamansig liegt im Westen der Provinz, an der Küste des Celebessee, ca. 125 km westlich von Alabel entfernt und über die Küstenstraße erreichbar. Im Inland der Gemeinde erhebt sich das Daguma-Gebirges. Ihre Nachbargemeinden sind Lake Sebu im Norden, Palimbang im Nordwesten, Kiamba im Osten. 

## Baranggays
- Bati-an
- Kalaneg
- Kalaong
- Kiambing
- Kiayap
- Mabay
- Maguling
- Malalag
- Mindupok
- New La Union
- Old Poblacion
- Pangi
- Pinol
- Sison
- Ticulab
- Tuanadatu
- Upo
- Wali
- Zion

## Weblink
- Informationen der Philippine Statistics Authority über Maitum